# La Comtesse Marie
Pour plus de détails, voir Fiche technique et Distribution.
La Comtesse Marie (La condesa María) est un film espagnol muet réalisé par Benito Perojo, sorti en 1928.

## Fiche technique
- Titre original : La condesa María
- Titre français : La Comtesse Marie
- Réalisation : Benito Perojo
- Scénario : Benito Perojo et Carmen Carreras d'après la pièce de Juan Ignacio Luca de Tena
- Direction artistique : Lazare Meerson
- Photographie : Maurice Desfassiaux (en) et Nikolas Roudakoff
- Pays d'origine : Espagne
- Format : Noir et blanc - Film muet
- Durée : 81 minutes
- Genre : Comédie
- Date de sortie : 1928
- Affiche : Jean-Adrien Mercier

## Distribution
- Rosario Pino : María
- Sandra Milowanoff
- José Nieto
- Valentín Parera : Manolo